# Llista de monuments de Vallirana
Llista de monuments de Vallirana inclosos en l'Inventari del Patrimoni Arquitectònic de Catalunya per al municipi de Vallirana (Baix Llobregat). Inclou els inscrits en el Registre de Béns Culturals d'Interès Nacional (BCIN) catalogats com amonuments històrics i els béns culturals d'interès local (BCIL) de caràcter arquitectònic.
| Monument                                           | Protecció    | Estil/època                       | Localització                                | Coordenades                                          | Codi?         | Imatge |
| -------------------------------------------------- | ------------ | --------------------------------- | ------------------------------------------- | ---------------------------------------------------- | ------------- | --- |
| Torre dels Moros o Molinets de la Llibra           | BCIN 1715-MH | Obra popular Medieval             | Vallirana Passeig Sant Lluis - C.Barcelona  | 41° 23′ 17″ N, 1° 56′ 33″ E / 41.388091°N,1.942398°E | RI-51-0005754 | Torre dels Moros (Vallirana) · Vegeu més fotos d'aquest monument · Carregueu una nova foto d'aquest monument                  |
| Ermita de Sant Silvestre                           | BCIL 1987    | Obra popular X                    | Vallirana                                   | 41° 22′ 12″ N, 1° 55′ 54″ E / 41.369977°N,1.931788°E | IPA-484       | Ermita de Sant Silvestre (Vallirana) · Vegeu més fotos d'aquest monument · Carregueu una nova foto d'aquest monument          |
| Viaducte del Lledoner                              | BCIL 1987    | XVIII, XIX                        | Vallirana i Cervelló. Ctra. N-340, km 317,5 | 41° 23′ 24″ N, 1° 53′ 40″ E / 41.38994°N,1.89447°E   | IPA-18230     | Viaducte del Lledoner (Cervelló i Vallirana) · Vegeu més fotos d'aquest monument · Carregueu una nova foto d'aquest monument  |
| Capella de Sant Francesc del Mas Vell del Lledoner |              | Gòtic, obra popular XVI           | Vallirana                                   | 41° 23′ 26″ N, 1° 54′ 02″ E / 41.390539°N,1.900491°E | IPA-18253     | Carregueu una nova foto d'aquest monument                                                                                     |
| Masia el Lledoner, Mas Vell del Lledoner           | BCIL 1987    | Gòtic tardà, obra popular XV, XIX | Vallirana Ctra. N-340                       | 41° 23′ 27″ N, 1° 54′ 02″ E / 41.390706°N,1.900521°E | IPA-18254     | Masia el Lledoner (Vallirana) · Vegeu més fotos d'aquest monument · Carregueu una nova foto d'aquest monument                 |
| Can Campderrós                                     | BCIL 1987    | Obra popular XVI                  | Vallirana Vall d'Arús                       | 41° 22′ 40″ N, 1° 56′ 02″ E / 41.377766°N,1.933888°E | IPA-19379     | Can Campderrós (Vallirana) · Vegeu més fotos d'aquest monument · Carregueu una nova foto d'aquest monument                    |
| Església parroquial de Sant Mateu                  | BCIL 1987    | Barroc XVIII                      | Vallirana C. de l'Església                  | 41° 22′ 57″ N, 1° 55′ 45″ E / 41.38241°N,1.929108°E  | IPA-19382     | Església parroquial de Sant Mateu (Vallirana) · Vegeu més fotos d'aquest monument · Carregueu una nova foto d'aquest monument |
| Casa de la Vila                                    |              | Noucentisme XX Mitjan             | Vallirana                                   | 41° 23′ 17″ N, 1° 55′ 55″ E / 41.387938°N,1.931807°E | IPA-19383     | Casa de la Vila (Vallirana) · Vegeu més fotos d'aquest monument · Carregueu una nova foto d'aquest monument                   |
| Can Prunera                                        | BCIL 1987    | Barroc XVIII Final                | Vallirana                                   | 41° 22′ 23″ N, 1° 54′ 20″ E / 41.37316°N,1.905623°E  | IPA-19384     | Can Prunera (Vallirana) · Vegeu més fotos d'aquest monument · Carregueu una nova foto d'aquest monument                       |
| Can Julià                                          |              | Obra popular XVIII                | Vallirana Ctra. N-340                       | 41° 22′ 44″ N, 1° 54′ 42″ E / 41.378898°N,1.91164°E  | IPA-19387     | Can Julià (Vallirana) · Vegeu més fotos d'aquest monument · Carregueu una nova foto d'aquest monument                         |
| Can Batlle                                         | BCIL 1987    | Obra popular XV-XVII              | Vallirana                                   | 41° 23′ 02″ N, 1° 55′ 58″ E / 41.383877°N,1.932709°E | IPA-19388     | Can Batlle (Vallirana) · Vegeu més fotos d'aquest monument · Carregueu una nova foto d'aquest monument                        |
| Habitatges al carrer Major, 355-357                |              | Eclecticisme XIX Final            | Vallirana C. Major, 355-357                 | 41° 23′ 15″ N, 1° 55′ 55″ E / 41.387384°N,1.931885°E | IPA-19389     | Carregueu una nova foto d'aquest monument                                                                                     |
| Habitatge al carrer Major, 313                     |              | Modernisme XX Inici               | Vallirana C. Major, 313                     | 41° 23′ 18″ N, 1° 55′ 55″ E / 41.388388°N,1.931967°E | IPA-19390     | Carregueu una nova foto d'aquest monument                                                                                     |
| Casa del Metge, Casa Cuatrecasas                   |              | Noucentisme XX                    | Vallirana C. Major, 502                     | 41° 23′ 05″ N, 1° 55′ 53″ E / 41.384683°N,1.931332°E | IPA-19391     | Carregueu una nova foto d'aquest monument                                                                                     |
| Villa Maria o Casa Mestres ara Casal dels Joves    |              | Modernisme XX                     | Vallirana C. Major, 178-180                 | 41° 23′ 25″ N, 1° 56′ 13″ E / 41.39016°N,1.936997°E  | IPA-19392     | Carregueu una nova foto d'aquest monument                                                                                     |
| Habitatge al carrer Major, 400                     |              | Eclecticisme XIX Final            | Vallirana C. Major, 400 (desaparegut)       | 41° 23′ 14″ N, 1° 55′ 54″ E / 41.387234°N,1.93162°E  | IPA-19393     | Carregueu una nova foto d'aquest monument                                                                                     |
| Habitatge al carrer Major, 558                     |              | Modernisme XX                     | Vallirana C. Major, 558 (desapareguda)      | 41° 23′ 02″ N, 1° 55′ 48″ E / 41.383904°N,1.929950°E | IPA-19394     | Carregueu una nova foto d'aquest monument                                                                                     |
| Habitatge al carrer Major, 367                     |              |                                   | Vallirana C. Major, 367                     | 41° 23′ 14″ N, 1° 55′ 55″ E / 41.387099°N,1.931899°E | IPA-19396     | Carregueu una nova foto d'aquest monument                                                                                     |
| Habitatge al carrer Major, 349                     |              | Modernisme                        | Vallirana C. Major, 349                     | 41° 23′ 15″ N, 1° 55′ 55″ E / 41.387511°N,1.931882°E | IPA-19397     | Carregueu una nova foto d'aquest monument                                                                                     |
| Habitatge al carrer Major, 168                     |              | Obra popular XX                   | Vallirana C. Major, 168 (desaparegut)       | 41° 23′ 25″ N, 1° 56′ 14″ E / 41.390226°N,1.937339°E | IPA-19398     | Carregueu una nova foto d'aquest monument                                                                                     |
| Habitatge al carrer Major, 311                     |              | Noucentisme XIX, XX               | Vallirana C. Major, 311                     | 41° 23′ 18″ N, 1° 55′ 55″ E / 41.388413°N,1.932025°E | IPA-19399     | Carregueu una nova foto d'aquest monument                                                                                     |
| Habitatge al carrer Major, 297                     |              | Eclecticisme XX                   | Vallirana C. Major, 297                     | 41° 23′ 19″ N, 1° 55′ 57″ E / 41.388663°N,1.932423°E | IPA-19400     | Carregueu una nova foto d'aquest monument                                                                                     |
| Habitatge al carrer Major, 167                     |              | Eclecticisme XX Inici             | Vallirana C. Major, 167                     | 41° 23′ 24″ N, 1° 56′ 14″ E / 41.389935°N,1.937123°E | IPA-19401     | Carregueu una nova foto d'aquest monument                                                                                     |
| Restaurant Selva Negra Catalana                    |              | Obra popular XX                   | Vallirana Al costat del riu Arús            | 41° 22′ 37″ N, 1° 56′ 05″ E / 41.377014°N,1.934812°E | IPA-19402     | Carregueu una nova foto d'aquest monument                                                                                     |
| Can Bogunyà, o Can Bagunyà                         | BCIL 1987    | Obra popular XVIII                | Vallirana Dreta de la Vall d'Arús           | 41° 22′ 06″ N, 1° 55′ 57″ E / 41.368258°N,1.932438°E | IPA-19403     | Can Bogunyà (Vallirana) · Vegeu més fotos d'aquest monument · Carregueu una nova foto d'aquest monument                       |
| Habitatge al carrer Major, 492                     |              | Modernisme, noucentisme XX Inici  | Vallirana C. Major, 492                     | 41° 23′ 05″ N, 1° 55′ 53″ E / 41.384797°N,1.93151°E  | IPA-19404     | Carregueu una nova foto d'aquest monument                                                                                     |
| Habitatge al carrer Major, 166                     |              | Obra popular XX Inici             | Vallirana C. Major, 166 (desaparegut)       | 41° 23′ 25″ N, 1° 56′ 15″ E / 41.390197°N,1.937426°E | IPA-19405     | Carregueu una nova foto d'aquest monument                                                                                     |
| Habitatge al carrer Sant Mateu, 3                  |              | Noucentisme XX Inici              | Vallirana C. Sant Mateu, 3                  | 41° 22′ 59″ N, 1° 55′ 47″ E / 41.383108°N,1.929719°E | IPA-19406     | Carregueu una nova foto d'aquest monument                                                                                     |
| Mas de les Fonts                                   | BCIL 1987    | XVI, XIX                          | Vallirana                                   | 41° 21′ 34″ N, 1° 55′ 51″ E / 41.359568°N,1.930957°E | IPA-35565     | Mas de les Fonts (Vallirana) · Vegeu més fotos d'aquest monument · Carregueu una nova foto d'aquest monument                  |
| Pont a Vallirana                                   |              | Obra popular                      | Vallirana Sobre la riera de Vallirana       | 41° 22′ 55″ N, 1° 55′ 46″ E / 41.38187°N,1.92954°E   | IPA-36884     | Carregueu una nova foto d'aquest monument                                                                                     |
| Pont dels Tres Arcs                                |              | Obra popular XIX-XX               | Vallirana Sobre la riera de Vallirana       |                                                      | IPA-36885     | Carregueu una nova foto d'aquest monument                                                                                     |
| Forn de calç de la vall d'Arús                     |              | Obra popular                      | Vallirana                                   |                                                      | IPA-40759     | Carregueu una nova foto d'aquest monument                                                                                     |
| Pont del camí de les Cocones                       |              | Obra popular XIX-XX               | Vallirana Can Borgunyà                      | 41° 21′ 59″ N, 1° 56′ 15″ E / 41.36636°N,1.93761°E   | IPA-42418     | Carregueu una nova foto d'aquest monument                                                                                     |